# Campionato europeo di pallanuoto 2018 (femminile)
Il campionato europeo di pallanuoto 2018 è stata la 17ª edizione del torneo; si è giocata a Barcellona nelle Piscine Bernat Picornell dal 14 al 28 luglio 2018.
Il titolo è stato vinto per la quinta volta nella propria storia dai Paesi Bassi, che hanno sconfitto in finale la Grecia. Si è trattato, dopo due finali perse consecutivamente, di un successo record, che le ha proiettate al primo posto della classifica per numero di trofei continentali, al pari dell'Italia.

## Formula
Al torneo partecipano 12 squadre. Le 12 nazionali sono state divise in due gironi da sei, terminati i quali le prime quattro classificate sono state ammesse ai quarti. Sono stati disputati anche gli incontri necessari a stilare la classifica finale, determinanti per la qualificazione diretta al campionato successivo.

## Squadre partecipanti
Sono state ammesse di diritto alla fase finale le seguenti nazionali:
- Spagna, paese ospitante
- Ungheria, Campione europeo in carica
- Paesi Bassi, 2ª classificata all'Europeo 2016
- Italia, 3ª classificata all'Europeo 2016
- Grecia, 5ª classificata all'Europeo 2016
- Russia, 6ª classificata all'Europeo 2016

Gli altri sei posti disponibili sono stati assegnati tramite le qualificazioni.

- Turchia
- Croazia
- Israele
- Serbia
- Germania
- Francia

## Sorteggio
Il sorteggio dei gruppi si è tenuto il 7 marzo 2018.

## Gruppi
| Gruppo A                                          | Gruppo B                                       |
| ------------------------------------------------- | ---------------------------------------------- |
| Israele Paesi Bassi Francia Grecia Croazia Italia | Serbia Russia Ungheria Spagna Turchia Germania |

### Gruppo A
| Pos. | Squadra     | Pt | G | V | N | P | GF | GS | DR  |
| ---- | ----------- | -- | - | - | - | - | -- | -- | --- |
| 1.   | Paesi Bassi | 13 | 5 | 4 | 1 | 0 | 75 | 20 | +55 |
| 2.   | Grecia      | 12 | 5 | 4 | 0 | 1 | 63 | 23 | +40 |
| 3.   | Italia      | 10 | 5 | 3 | 1 | 1 | 68 | 21 | +47 |
| 4.   | Francia     | 6  | 5 | 2 | 0 | 3 | 38 | 54 | -16 |
| 5.   | Israele     | 1  | 5 | 0 | 1 | 4 | 18 | 73 | -55 |
| 6.   | Croazia     | 1  | 5 | 0 | 1 | 4 | 19 | 90 | -71 |

| Data     | Ora   | Gara        | Gara | Gara        |
| -------- | ----- | ----------- | ---- | ----------- |
| 14-07-18 | 14:00 | Paesi Bassi | 21-1 | Croazia     |
| 14-07-18 | 15:30 | Israele     | 2-21 | Italia      |
| 14-07-18 | 17:00 | Francia     | 5-12 | Grecia      |
| 15-07-18 | 17:00 | Israele     | 2-20 | Paesi Bassi |
| 15-07-18 | 18:30 | Croazia     | 6-17 | Francia     |
| 15-07-18 | 20:30 | Italia      | 6-7  | Grecia      |
| 17-07-18 | 17:00 | Grecia      | 21-2 | Croazia     |
| 17-07-18 | 18:30 | Francia     | 9-5  | Israele     |
| 17-07-18 | 20:30 | Paesi Bassi | 6-6  | Italia      |
| 19-07-18 | 14:00 | Israele     | 2-16 | Grecia      |
| 19-07-18 | 17:00 | Italia      | 24-3 | Croazia     |
| 19-07-18 | 18:30 | Paesi Bassi | 20-4 | Francia     |
| 21-07-18 | 17:00 | Israele     | 7-7  | Croazia     |
| 21-07-18 | 18:30 | Francia     | 3-11 | Italia      |
| 21-07-18 | 20:30 | Grecia      | 7-8  | Paesi Bassi |

### Gruppo B
| Pos. | Squadra  | Pt | G | V | N | P | GF  | GS  | DR  |
| ---- | -------- | -- | - | - | - | - | --- | --- | --- |
| 1.   | Spagna   | 15 | 5 | 5 | 0 | 0 | 110 | 26  | +84 |
| 2.   | Ungheria | 12 | 5 | 4 | 0 | 1 | 98  | 32  | +66 |
| 3.   | Russia   | 9  | 5 | 3 | 0 | 2 | 107 | 31  | +76 |
| 4.   | Germania | 6  | 5 | 2 | 0 | 3 | 29  | 97  | -68 |
| 5.   | Serbia   | 3  | 5 | 1 | 0 | 4 | 27  | 91  | -64 |
| 6.   | Turchia  | 0  | 5 | 0 | 0 | 5 | 26  | 120 | -94 |

| Data     | Ora   | Gara     | Gara  | Gara     |
| -------- | ----- | -------- | ----- | -------- |
| 14-07-18 | 18:30 | Serbia   | 8-9   | Germania |
| 14-07-18 | 20:30 | Russia   | 35-4  | Turchia  |
| 14-07-18 | 22:15 | Ungheria | 9-13  | Spagna   |
| 15-07-18 | 14:00 | Turchia  | 5-32  | Ungheria |
| 15-07-18 | 15:30 | Serbia   | 2-27  | Russia   |
| 15-07-18 | 22:00 | Germania | 2-27  | Spagna   |
| 17-07-18 | 14:00 | Russia   | 27-5  | Germania |
| 17-07-18 | 15:30 | Ungheria | 23-6  | Serbia   |
| 17-07-18 | 22:00 | Spagna   | 32-2  | Turchia  |
| 19-07-18 | 15:30 | Germania | 12-9  | Turchia  |
| 19-07-18 | 20:30 | Russia   | 7-8   | Ungheria |
| 19-07-18 | 22:00 | Serbia   | 2-26  | Spagna   |
| 21-07-18 | 14:00 | Serbia   | 9-6   | Turchia  |
| 21-07-18 | 15:30 | Ungheria | 26-1  | Germania |
| 21-07-18 | 22:00 | Spagna   | 12-11 | Russia   |

## Fase finale

### Tabellone principale
|  | Quarti di finale       | Quarti di finale       |                        |        | Semifinali                | Semifinali                |  |  | Finale | Finale |
|  |                        |                        |                        |        |                           |                           |  |  |        |        |
|  | 23 luglio 2018 - 20:30 |                        |                        |        |                           |                           |  |  |        |        |
|  |                        |                        |                        |        |                           |                           |  |  |        |        |
|  | A1 Paesi Bassi         | 22                     |                        |        |                           |                           |  |  |        |        |
|  | A1 Paesi Bassi         | 22                     | 25 luglio 2018 - 17:00 |        |                           |                           |  |  |        |        |
|  | B4 Germania            | 2                      |                        |        |                           |                           |  |  |        |        |
|  | B4 Germania            | 2                      | Paesi Bassi            | 8      |                           |                           |  |  |        |        |
|  | 23 luglio 2018 - 18:30 |                        | Paesi Bassi            | 8      |                           |                           |  |  |        |        |
|  |                        | Ungheria               | 7                      |        |                           |                           |  |  |        |        |
|  | A3 Italia              | Ungheria               | 7                      | 9      |                           |                           |  |  |        |        |
|  | A3 Italia              |                        |                        | 9      |                           |                           |  |  |        |        |
|  | B2 Ungheria            | 10                     |                        |        |                           |                           |  |  |        |        |
|  | B2 Ungheria            | 10                     | Paesi Bassi            | 6      |                           |                           |  |  |        |        |
|  | 23 luglio 2018 - 17:00 |                        | Paesi Bassi            | 6      |                           |                           |  |  |        |        |
|  |                        | Grecia                 | 4                      |        |                           |                           |  |  |        |        |
|  | A2 Grecia (rig.)       | Grecia                 | 4                      | 11     |                           |                           |  |  |        |        |
|  | A2 Grecia (rig.)       | 25 luglio 2018 - 18:30 |                        | 11     |                           |                           |  |  |        |        |
|  | B3 Russia              | 10                     |                        |        |                           |                           |  |  |        |        |
|  | B3 Russia              | 10                     | Grecia                 | 11     | Finale per il terzo posto | Finale per il terzo posto |  |  |        |        |
|  | 23 luglio 2018 - 22:00 |                        | Grecia                 | 11     | Finale per il terzo posto | Finale per il terzo posto |  |  |        |        |
|  |                        | Spagna                 | 9                      |        |                           |                           |  |  |        |        |
|  | A4 Francia             | Spagna                 | 9                      | 5      | Ungheria                  | 6                         |  |  |        |        |
|  | A4 Francia             |                        |                        | 5      | Ungheria                  | 6                         |  |  |        |        |
|  | B1 Spagna              | 14                     |                        | Spagna | 12                        |                           |  |  |        |        |
|  | B1 Spagna              | 14                     |                        |        | 12                        |                           |  |  |        |        |
|  |                        |                        |                        |        |                           |                           |  |  |        |        |
|  |                        |                        |                        |        |                           |                           |  |  |        |        |

### Tabellone 5º-8º posto
|  | 5º-8º posto | 5º-8º posto | 5º-8º posto |        |        | Finale per il 5º posto | Finale per il 5º posto | Finale per il 5º posto |  |
|  |             |             |             |        |        |                        |                        |                        |  |
|  | Germania    | Germania    | 2           |        |        |                        |                        |                        |  |
|  | Germania    | Germania    | 2           |        |        |                        |                        |                        |  |
|  | Italia      | Italia      | 17          |        |        |                        |                        |                        |  |
|  | Italia      | Italia      | 17          |        | Italia | Italia                 | 8                      |                        |  |
|  |             |             |             |        | Italia | Italia                 | 8                      |                        |  |
|  |             |             | Russia      | Russia | 14     |                        |                        |                        |  |
|  | Russia      | Russia      | Russia      | Russia | 14     | 13                     |                        |                        |  |
|  | Russia      | Russia      |             |        |        | 13                     |                        |                        |  |
|  | Francia     | Francia     | 10          |        |        | Finale per il 7º posto | Finale per il 7º posto | Finale per il 7º posto |  |
|  | Francia     | Francia     | 10          |        |        |                        |                        |                        |  |
|  |             |             |             |        |        |                        |                        |                        |  |
|  |             |             |             |        |        | Germania               | Germania               | 5                      |  |
|  |             |             |             |        |        | Germania               | Germania               | 5                      |  |
|  |             |             |             |        |        | Francia                | Francia                | 13                     |  |

### Tabellone 9º-12º posto
|  | Finale per il 9º posto |               |    |  |
|  |                        |               |    |  |
|  | Israele                | Israele       | 5  |  |
|  | Serbia (rig.)          | Serbia (rig.) | 6  |  |
|  |                        |               |    |  |
|  | Finale per l'11º posto |               |    |  |
|  |                        |               |    |  |
|  | Croazia                | Croazia       | 11 |  |
|  | Turchia                | Turchia       | 6  |  |

## Classifica finale
| Pos. | Squadra     |
| ---- | ----------- |
|      | Paesi Bassi |
|      | Grecia      |
|      | Spagna      |
| 4    | Ungheria    |
| 5    | Russia      |
| 6    | Italia      |
| 7    | Francia     |
| 8    | Germania    |
| 9    | Serbia      |
| 10   | Israele     |
| 11   | Croazia     |
| 12   | Turchia     |